# 취리히-빈터투어 철도
취리히-빈터투어 철도(Zürich–Winterthur railway)는 스위스 철도 노선이다. 1855년에 개업하여 취리히 중앙역에서 빈터투어까지의 여러 경로를 통해 운행되며, 스위스 철도 운송의 병목 현상이 되고 있다. 실질적으로 취리히 S-반의 핵심 네트워크의 모든 노선은 이 노선의 일부를 사용한다.

## 역사
취리히-빈터투어 철도 노선은 취리히- 보덴제반이 취리히에서 로만스호른까지 건설하기로 계획한 노선의 일부이다. 취리히-보덴호 철도의 뒤를 이은 스위스 북동부 철도(Schweizerische Nordostbahn)는 1855년 5월 18일 빈터투어-로만스호른 구간을 개통했으며, 빈터투어에서 욀리콘까지의 구간은 12월 27일에 운행을 시작했다. 콘스탄스 호수로 가는 철도 연결은 1856년 6월 26일 올리콘과 취리히 사이의 마지막 구간이 개통되면서 마침내 완성되었다. 이 노선은 처음부터 대부분 복선이었다. 이 노선은 빕핑엔에서 욀리콘까지 그리고 그곳에서 발리젤렌과 디에틀리콘, 에프레티콘을 거쳐 빈터투어까지 이어진다. 1902년 이 노선은 스위스 연방 철도(SBB)의 소유가 되었으며, 1925년 8월 6일 이 노선에 전철 운영을 개시했다.

## 노선 구간
노선에는 여러 노선이 있으며, 에프레티콘에서 빈터투어까지의 구간에만 대체 노선이 없다. 취리히 중앙역과 욀리콘은 3개의 터널로 연결되어 있다. 그 중 2개는 지상의 ‘오래된’ 종점에서 욀리콘까지 이어진다. 2014년에 바인베르크 터널의 시운전으로 열차가 새로 지어진 지하철역에서 욀리콘까지 운행되었다. 욀리콘에서 에프레티콘까지 세 가지 연결노선(발리젤렌, 클로텐 및 공항 경유)이 있다. 중앙역에서 슈타델호펜을 거쳐 에프레티콘까지 운행하는 취리히베르크 노선은 몇 가지 예외를 제외하고 S-반 열차에서만 사용된다.

### 빕킹엔 노선 (취리히 HB-빕킹엔-욀리콘)
이 노선은 취리히 HB와 욀리콘 사이의 첫 번째 연결이었다. 이 노선은 1856년 6월 26일에 개통되었고, 그 당시에도 여전히 리마트 다리로 가는 경사로를 따라 달렸다. 이 노선은 현재 뢴트겐슈트라세 거리(Röntgenstrasse)가 차지하고 있는 경로를 따라 달렸다. 이 경사로가 당시의 기관차에 비해 너무 가팔랐기 때문에 역 접근을 위해 아우서질 고가교(Aussersihler Viadukt)를 건설했다.